# Batignolles-Châtillon Char 25T
Der Batignolles-Châtillon Char 25T war ein französisches Panzer-Projekt aus den 1950er-Jahren. Das Projekt war sehr fortschrittlich für die damalige Zeit (sehr flache Wanne, hydraulische Federung, Wiegeturm), erreichte aber nie die Serienreife; es wurden lediglich zwei Prototypen gebaut.
Zu Beginn der 1950er-Jahre schritt die Entwicklung von HEAT-Munition weiter voran, die es ermöglichte, auch Panzerstahlplatten von großer Stärke zu durchschlagen. Dies führte zu der Erkenntnis, dass die Panzerung von Panzern keinen zuverlässigen Schutz mehr bieten kann (zu diesem Zeitpunkt gab es noch keine Verbund- und Reaktivpanzerung; diese wurden erst in den 1960er-Jahren entwickelt). Daraus schlussfolgerten die Militärs, dass der Schwerpunkt zukünftige Panzer eher auf der Beweglichkeit statt auf der Panzerung liegen müsse. Der Char 25T wurde daher nach dem Grundsatz „so leicht wie möglich“ entwickelt.
Ein besonderes Merkmal des Char 25T ist der Wiegeturm ohne Kanonenblende. Das Konzept des Wiegeturms galt in den 1950er-Jahren als sehr fortschrittlich, da es die Verwendung eines Autoladers für die Kanone erleichterte und, für den Char 25T entscheidend, Gewichtseinsparungen ermöglichte. Der grundsätzliche Nachteil von Wiegetürmen, nämlich der geringe vertikale Neigungswinkel der Bordkanone, nahm man beim Char 25T in Kauf. Als Hauptbewaffnung kam eine 90-mm-Kanone DCA 45 mit Autolader zum Einsatz. Überlegungen, eine 75-mm-Kanone einzubauen, um weiter Gewicht einzusparen, wurden aufgrund der zu geringen Leistung einer solchen Waffe verworfen. Bei einer Abmessung von 5,67 m Länge, 3,16 m Breite und einer Höhe von 2,37 m konnte das Gewicht des Char 25T unter 25 t gehalten werden. In Kombination mit einem SOFAM-3M.27.1.01-Motor mit 500 PS erreichte der Char 25T eine Höchstgeschwindigkeit von 65 km/h. Als Besatzung war eine 4-Mann-Crew vorgesehen, wobei die Verwendung eines Funkers relativ ungewöhnlich war. Die meisten Panzer-Projekte dieser Zeit verzichteten bereits auf einen extra Funker.

Der Char 25T unterlag im Wettbewerb um den zukünftigen Panzer der französischen Armee dem wesentlich konventionelleren AMX-30. Hauptgrund dafür war, dass das innovative Design des Char 25T sehr wartungsintensiv war, insbesondere die hydraulische Federung. Des Weiteren wäre es nur schwer möglich gewesen, im Char 25T einen umfangreichen ABC-Schutz zu installieren, der im Kalten Krieg zunehmend an Bedeutung gewann. Obwohl der Char 25T nie über das Stadium eines Prototyps hinaus kam, wurden einige Technologien später in anderen Fahrzeugen verwendet.